# Медаль «За трудовую доблесть»

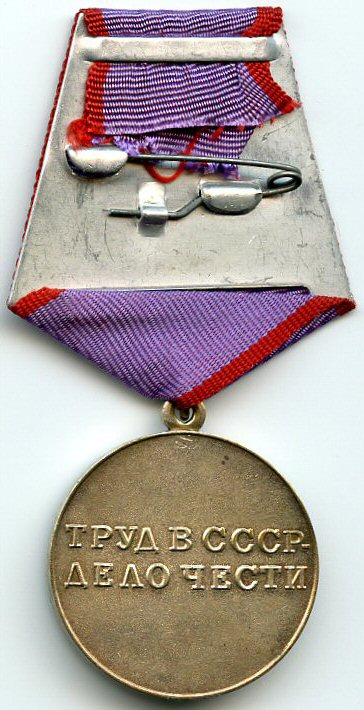
Реверс медали

Медаль «За трудовую доблесть» учреждена Указом Президиума ВС СССР от 27.12.1938 «Об учреждении медали „За трудовую доблесть“».
Впоследствии в описание медали внесено изменение Указом Президиума Верховного Совета СССР от 19 июня 1943 года, а в Положение о медали — Указом Президиума Верховного Совета СССР от 16 декабря 1947 года.
Указ Президиума Верховного Совета СССР от 28 марта 1980 года утвердил Положение о медали в новой редакции.

## История медали
Медаль «За трудовую доблесть» — одна из первых медалей, учреждённых в СССР. Она является «старшей» из двух предвоенных советских медалей, учреждённых для награждения за трудовые заслуги. «Младшей» является медаль «За трудовое отличие». Эти две трудовые медали можно сравнивать с их боевыми аналогами — медалями «За отвагу» и «За боевые заслуги».
Автор проекта медали — художник Дубасов И. И.
Первый Указ Президиума Верховного Совета СССР о награждении медалью «За трудовую доблесть» был подписан 15 января 1939 года. Ввиду исключительных заслуг перед страной в деле вооружения Рабоче-Крестьянской Красной Армии, создания и освоения новых образцов вооружения медалью были награждены 22 работника завода № 8 им. Калинина. Список открывали фамилии инженера-конструктора Оводова Николая Ивановича, инженера-плановика Медвинского Абрама Евсеевича, начальника электроцеха Колобанова Дмитрия Фаддеевича, парторга цеха Пономарёвой Зинаиды Ивановны.
Через два дня, 17 января 1939 года, вышел Указ Президиума Верховного Совета СССР о награждении работников треста «Подземгаз» НКТП. За научную разработку метода подземной газификации углей и успешное освоение этого метода на Горловской станции медалью было награждено 14 человек. Первыми в списке стояли фамилии директора Горловской станции «Подземгаз» Стройло Ивана Сергеевича, НКМП РСФСР Октябрьского Дмитрия Петровича, главного инженера треста «Подземгаз» Клейменова Фёдора Ивановича, диспетчера Главгаза Кириченко Ильи Петровича, лаборантки Горловской станции Целуйко Агафьи Павловны.
Ещё через три дня Указом Президиума Верховного Совета СССР от 21 января 1939 года медалью «За трудовую доблесть» были награждены 87 передовиков сельского хозяйства Узбекистана. Алфавитный список открывался фамилиями Аббаева Ханафи (агротехник Избаскентской МТС Кзыл-Юлдудского участка), Авазова Атабая (бригадир колхоза «Маданият» Гурленского района Хорезмской области, сдавший по 30,5 центнера хлопка с гектара) и Акбарова Аскарали (председатель колхоза «Опытник» Верхне-Чирчикского района).
1 февраля 1939 года Президиума Верховного Совета СССР издал Указ о награждении работников Дальстроя. Медалью «За трудовую доблесть» был награждён 81 человек — шофёр-стахановец Аксёнов Михаил Семёнович, начальник разведки прииска Авсиевич Аркадий Евгеньевич, бортмеханик Беспалов Антон Порфирьевич, начальник Магаданской стройконторы Белов Иван Иванович и другие.
Указом Президиума ВС СССР от 04.05.1939 «О награждении особо отличившихся учителей сельских школ» наряду с другими наградами, медалью «За трудовую доблесть» награждено 972 человека.
Указом Президиума Верховного Совета СССР от 23 декабря 1939 года медалью «За трудовую доблесть» были отмечены 277 человек, отличившихся на строительстве Большого Ферганского канала имени Сталина.
За высокие показатели труда в промышленности и сельском хозяйстве до 1941 года медалью «За трудовую доблесть» было награждено около 8 тысяч человек. В годы Великой Отечественной войны было произведено около 50 тысяч награждений этой медалью.
Правила ношения медали, цвет ленты и её размещение на наградной колодке были утверждены Указом Президиума Верховного Совета СССР «Об утверждении образцов и описание лент к орденам и медалям СССР и Правил ношения орденов, медалей, орденских лент и знаков отличия» от 19 июня 1943 года. 
Награждения медалью проводились только Указами Президиума Верховного Совета СССР.
По состоянию на 1 января 1995 года было совершено приблизительно 1 825 100 награждений медалью «За трудовую доблесть».

## Положение о медали
Медаль «За трудовую доблесть» учреждена для награждения за самоотверженную трудовую деятельность и проявленную при этом доблесть.
Медалью «За трудовую доблесть» награждаются рабочие, колхозники, специалисты народного хозяйства, работники науки, культуры, народного образования, здравоохранения и другие граждане СССР. Медалью «За трудовую доблесть» могут быть награждены и лица, не являющиеся гражданами СССР.
Награждение медалью «За трудовую доблесть» производится:
- за самоотверженный творческий труд, перевыполнение норм выработки, плановых заданий и социалистических обязательств, повышение производительности труда и улучшение качества продукции;
- за эффективное использование новой техники и освоение прогрессивной технологии, ценные изобретения и рационализаторские предложения;
- за успехи в области науки, культуры, литературы, искусства, народного образования, здравоохранения, торговли, общественного питания, жилищно-коммунального хозяйства, бытового обслуживания населения, в других отраслях трудовой деятельности;
- за плодотворную работу по коммунистическому воспитанию и профессиональной подготовке молодёжи, за успешную государственную и общественную деятельность;
- за успехи в области физической культуры и спорта.

Медаль «За трудовую доблесть» носится на левой стороне груди и при наличии других медалей СССР располагается после медали Нахимова.

## Описание медали
Медаль «За трудовую доблесть» имеет форму правильного круга диаметром 34 мм. Встречается также медаль диаметром 35 мм (1945 год).
На лицевой стороне медали в верхней части изображена пятиконечная рельефная звезда, покрытая рубиново-красной эмалью, в центре которой расположены серебряные серп и молот. Расстояние между вершинами противолежащих лучей звезды — 19,2 мм, длина боковой стороны луча — 6 мм. Под звездой помещена в две строки надпись «ЗА ТРУДОВУЮ ДОБЛЕСТЬ» вдавленными буквами высотой 2,8 мм, покрытыми рубиново-красной эмалью. В нижней части медали расположена рельефная надпись «СССР». Высота букв надписи — 3,3 мм.
На оборотной стороне медали помещена в две строки рельефная надпись «ТРУД В СССР — ДЕЛО ЧЕСТИ». Высота букв надписи — 2,5 мм.
Края медали с обеих сторон окаймлены бортиком шириной 0,8 мм.
Медаль изготовляется из серебра 925 пробы. Серебряного содержания в медали — 21 г. Общий вес медали без колодки — 22,855±1,42 г.
Медаль при помощи ушка и кольца соединяется с пятиугольной колодочкой, обтянутой шёлковой муаровой лентой сиреневого цвета с двумя продольными красными полосками по краям. Ширина ленты — 24 мм, ширина полосок по 2 мм.

## Многократные награждения
Три медали:
- Серёжа Шакарович Амирханян
- Алексей Пантелеймонович Мордяк
- Пётр Михайлович Ходос

## Фотографии

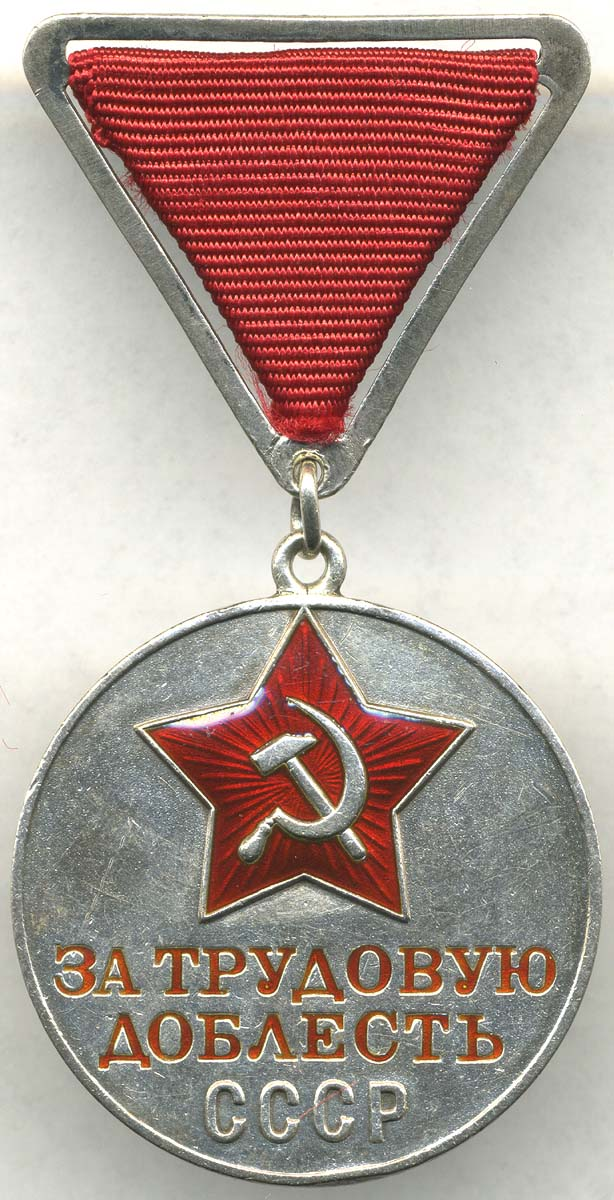
Медаль «За трудовую доблесть»: аверс раннего варианта с треугольной колодкой
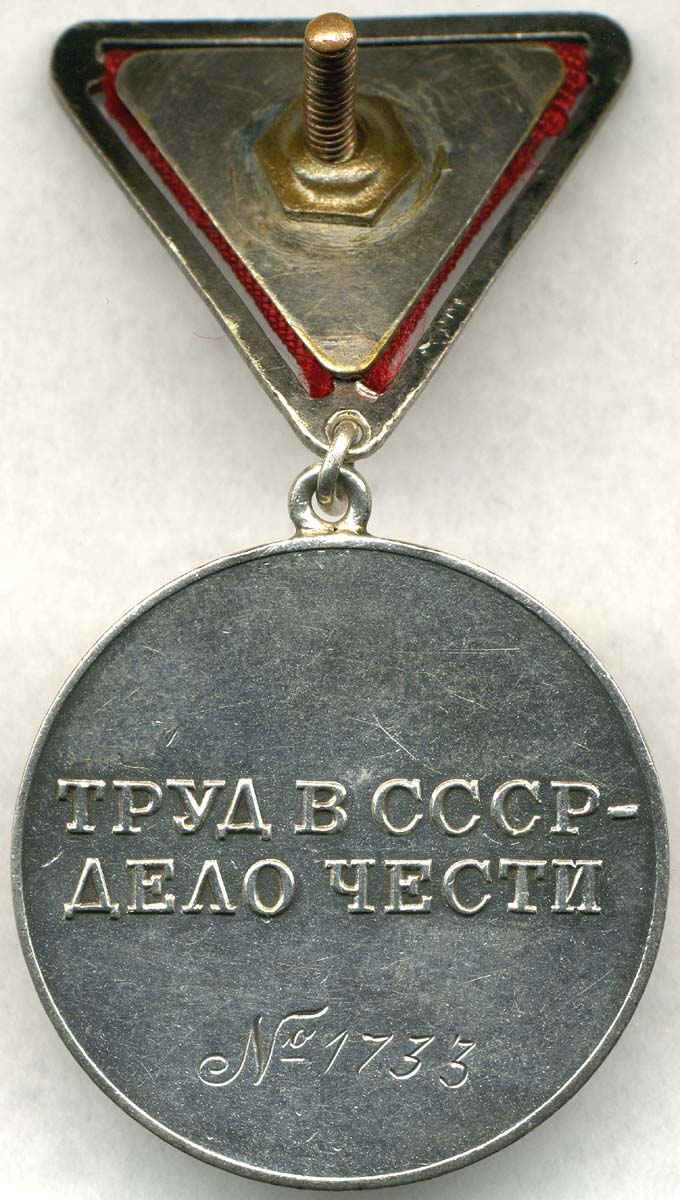
Медаль «За трудовую доблесть»: реверс раннего варианта с треугольной колодкой